# Mezilaurus lindaviana
Mezilaurus lindaviana är en lagerväxtart som beskrevs av Schwacke & Mez. Mezilaurus lindaviana ingår i släktet Mezilaurus och familjen lagerväxter. Inga underarter finns listade i Catalogue of Life.